# Абугов, Пинхас Михайлович
Пинхас Михайлович Абу́гов (1902—1971) — советский нефтяник.

## Биография
Окончил АзПИ (1930).
- 1930—1938 — техник, инженер, зам. заведующего мехмастерской, зам. начальника цеха бурения, главный механик конторы бурения Азбуртреста, начальник отдела конторы турбинного бурения объединения «Азнефть».
- 1940—1944 — старший инженер, главный механик, заведующий отделом Наркомнефти.
- 1944—1946 — главный инженер треста «Союзнефтемашремонт».
- 1946—1957 — начальник Управления по технологическому оборудованию Миннефтепрома восточных районов, зам. начальника Технического управления Минюжзападнефти, главный механик Главзападнефтедобычи, зам. начальника отдела бурения и отдела нового оборудования Миннефтепрома СССР.
- 1957—1971 — старший инженер, главный специалист Отдела нефтяной и газовой промышленности Госплана СССР.

## Награды и премии
- Сталинская премия третьей степени (1949) — за разработку конструкции труб, улучшающих технологию бурения и эксплуатацию нефтяных скважин
- заслуженный работник нефтяной и газовой промышленности РСФСР
- Почётный нефтяник СССР
- орден Ленина
- другие ордена и медали